# Wagons Lits CIWL WR 2347 étkezőkocsi
A Wagons Lits CIWL WR 2347 egy ma már nosztalgia jellegű vasúti étkezőkocsi 1912-ből.
Az európai vasutakhoz hasonlóan a magyar vasutak sem rendelkeztek saját étkező- és hálókocsiparkkal. Erre a feladatra az 1872-ben Brüsszelben alapított „Compagnie Internationale des Wagons-Lits et des Grands Express Européens” (CIWL) rendezkedett be. Kocsijait többek között a magyar vonalakon is közlekedtette nemzetközi és belföldi gyorsvonatokban egyaránt. 1948 óta a CIWL kocsik nem járnak magyar belföldi vonatokban. A MÁV 26 háló- és 32 étkezőkocsit vett át a CIWL-től használtan, majd 1952-től megkezdődött az új járművek beszerzése.

## A CIWL 2347 pályaszámú kocsi
A CIWL 2347 pályaszámú, jellegzetes faburkolatú favázas étkezőkocsit a prágai Ringhoffer Vagongyár gyártotta 1912-ben 81913 gyári számmal. A kocsit két külön étkező szakasszal rendezték be 18+24 ülőhellyel. A kocsi 1948-tól MÁV WR 217, majd WR 246 pályaszámmal közlekedett. 1962-ben üzemi kocsivá minősítették át Xt 3413 pályaszámmal.
1966-ban a MÁV Dunakeszi Járműjavító Üzem újította fel és a budapesti Közlekedési Múzeum előtt állították ki. 1987-ben a MÁV Dunakeszi Járműgyár ismét felújította és azóta eredeti állapotában vesz részt a nosztalgiaforgalomban.
2011-ben kezdődött a kocsi teljes felújítása, restaurálása, ami 2012. tavaszáig tartott. A 100 éves étkezőkocsit 2012. május 11-én ünnepélyes keretek között helyezték újra üzembe. A CIWL 2347 pályaszámú kocsi megtekinhető a Magyar Vasúttörténeti Parkban, illetve rendszeresen közlekedik az üzemeltető MÁV Nosztalgia Kft. vacsoravonatában, a Gyertyafény Expresszben is.